# Ryck mej i svansen, älskling!
Ryck mej i svansen, älskling! (originaltitel Tre mand frem for en trold) är en dansk-svensk familjefilm från 1967, producerad av Leif Feilberg och med regi och manus av Knud Leif Thomsen. I rollerna ses bland andra Lone Hertz, Jørgen Ryg och Axel Strøbye.

## Om filmen
Inspelningen ägde rum Novaris Film Studio i Köpenhamn samt i södra Småland med Lasse Björne och Henning Kristiansen som fotografer. Musiken komponerades av Thorkild Knudsen och filmen klipptes ihop av Kasper Schyberg. Den premiärvisades 23 februari 1967 på World Cinema i Köpenhamn och Sverigepremiär hade den 24 april på Metropol i Malmö. Den var 99 minuter lång, i färg och barntillåten.

## Handling
En journalist upptäcker ett troll på ett fotografi och blir ivägskickad på en expedition för att ta reda på om dessa varelser finns på riktigt eller ej.

## Rollista
- Lone Hertz – Vilhelmina
- Jørgen Ryg – Vilhelm, naturfotograf
- Axel Strøbye – Max, journalist
- Ebbe Rode	– professorn
- Björn Berglund – Sylvester, kolare
- Emy Storm	– pensionatsvärdinnan
- John Price – chefredaktören
- Palle Huld – journalist

### Fotnoter
1. 1 2 3  ”Ryck mej i svansen, älskling!”. Svensk Filmdatabas. http://sfi.se/sv/svensk-filmdatabas/Item/?itemid=4761&type=MOVIE&iv=Basic&ref=/templates/SwedishFilmSearchResult.aspx?id%3d1225%26epslanguage%3dsv%26searchword%3dRyck+mej+i+svansen,+%C3%A4lskling!%26type%3dMovieTitle%26match%3dBegin%26page%3d1%26prom%3dFalse. Läst 7 april 2013.